# محمد ناصر (سیاستمدار)
محمد ناصر (عربی: محمد الناصر)؛ (زادهٔ ۲۱ مارس ۱۹۳۴) یک سیاست‌مدار اهل تونس است. او از ۲۵ ژوئیه ۲۰۱۹ تا ۲۳ اکتبر ۲۰۱۹ رئیس‌جمهور موقت تونس بود.